# 이탄희
이탄희(李誕熙, 1978년 11월 3일~)는 대한민국의 판사 출신 정치인이다. 더불어민주당 소속 제21대 국회의원이다.

## 생애
2017년 2월 법원행정처 기획조정심의관으로 발령받아 법관 뒷조사 문건 작성 및 국제인권법연구회 와해정책 추진 지시에 반발, 사직서를 제출하며 양승태 사법농단 의혹을 제기했다.
21대 총선을 앞두고 사법개혁을 책임질 법관 출신 인사라는 명분으로 더불어민주당의 제10호 영입인재로 2020년 1월 19일 입당하였으며, 총선에서 용인시 정의 국회의원으로 당선되었다. 이때 국제인권법연구회(이수진 의원)와 우리법연구회(최기상 의원) 등에서 민주당으로 영입된 인사가 꽤 많았기에 정치권에서 논란이 제기되었다. 그러나 2020년 6월 6일 사법농단 사태로 공황장애를 겪고 있다며 청가를 내었고 두 달 동안 상담치료를 받았다. 그리고 해당 기간 동안의 세비는 전액 반납하였다. 추후 진행된 인터뷰에서 일부 언론에서 자기판단으로 4개월 간 재택근무를 했다고 하는 주장은 악의적 왜곡 보도라고 반박하였다. 
2020년 7월 법원행정처를 폐지하고 다양한 전문가가 참여하는 사법행정위원회를 설치하는 법원조직법 개정안을 대표 발의했고 8월에는 대법관을 48명으로 증원하고 대법원의 심판권을 대법관 전원의 2분의 1 이상 합의체에서 행사하도록 하는 법원조직법을 발의하였다.
2023년 12월 13일 입장문을 통해 본인이 가진 모든 것을 동원해 선거제도가 나빠지지 않도록 노력하고 정치개혁을 위해 최선을 다하겠다는 의지를 표명하였다. 

## 가족
성균관대학교 이효익 교수의 장남이다.

## 학력
- 가원중학교 졸업
- 가락고등학교 졸업
- 서울대학교 법과대학 법학 학사
- 하버드대학교 로스쿨 석사

## 경력
- 2002 제44회 사법시험 합격
- 사법연수원 34기 수료
- 2008~2010: 수원지방법원 판사
- 2010~2012: 서울중앙지방법원 판사
- 2012~2014: 광주지방법원 판사
- 2015. 7.~2016. 2. 제주지방법원 판사
- 2016. 2.~2017. 5. 수원지방법원 안양지원 판사
- 2017. 2. 법원행정처 기획2심의관
- 2018. 2.~2019. 2. 헌법재판소 헌법연구관
- 2019. 5.~2020. 1. 공익인권법재단 공감 변호사
- 2020년 4월 15일: 대한민국 제21대 국회의원 선거 당선(경기 용인시 정, 더불어민주당, 초선)
- 2020. 5.~2024. 5. 더불어민주당 경기도당 용인시 정 지역위원회 위원장
- 2022. 10.~2024. 5. 더불어민주당 정책위원회 상임부의장

### 의정 활동
- 2020. 5.~2024. 5. 제21대 국회의원(경기 용인시 정, 더불어민주당, 초선)
  - 2020. 6.~2021. 9. 제21대 국회 전반기 교육위원회 위원
  - 2021. 9.~2021. 9. 제21대 국회 전반기 법제사법위원회 위원
  - 2021. 9.~2022. 5. 제21대 국회 전반기 교육위원회 위원
  - 2021. 12.~2022. 6. 제21대 국회 정치개혁 특별위원회 위원
  - 2022. 7.~2024. 5. 제21대 국회 후반기 법제사법위원회 위원
  - 2022. 8.~2024. 5. 제21대 국회 정치개혁 특별위원회 위원
  - 2022. 8.~2022. 11. 제21대 국회 대법관(오석준) 임명 동의에 관한 인사청문특별위원회 위원
  - 2023. 10.~2023. 11. 제21대 국회 헌법재판소장(이종석) 임명동의에 관한 인사청문 특별위원회 위원
  - 2024. 2.~2024. 2. 제21대 국회 대법관(신숙희·엄상필) 임명동의에 관한 인사청문 특별위원회 위원
  - 2024. 5.~2024. 5. 제21대 국회 후반기 행정안전위원회 위원

## 수상
법관 재직시 지방변호사회가 해마다 평가하는 우수법관으로 세 번(2012년, 2013년, 2015년) 선정됐고, 2018년 참여연대 의인상, 2019년 노회찬 정의상을 수상했다.

## 역대 선거 결과
| 실시년도 | 선거   | 대수 | 직책     | 선거구         | 정당         | 득표수   | 득표율          | 순위 | 당락 | 비고 |
| -------- | ------ | ---- | -------- | -------------- | ------------ | -------- | --------------- | ---- | ---- | ---- |
| 2020년   | 총선   | 21대 | 국회의원 | 경기 용인시 정 | 더불어민주당 | 79,794표 | \| \| 53.46% \| | 1위  |      | 초선 |
|          | 53.46% |      |          |                |              |          |                 |      |      |      |

## 같이 보기
- 용인시 정
- 용인시 기흥구의 국회의원
- 용인시 수지구의 국회의원
- 용인시의 국회의원